# Clash Royale
Clash Royale — багатокористувацька відеогра для мобільних пристроїв жанру стратегії з елементами колекційної карткової гри в реальному часі. Доступна на платформах Android та iOS, випущена компанією Supercell. Clash Royale вийшла 2 березня 2016 року і відтоді періодично оновлюється. В цій грі двоє або четверо гравців борються між собою, намагаючись знищити базу супротивника з використанням колекційних карт і тактичного мислення.

## Ігровий процес

Битва в Clash Royale

### Основи
У Clash Royale двоє гравців борються між собою, намагаючись знищити базу супротивника та зберегти власну до вичерпання відведеного часу. Поле бою, зване ареною, поділене навпіл: знизу розташована територія гравця з трьома баштами й двома шляхами, зверху — аналогічні башти й шляхи противника. Гравець має колоду карт, з якої випадковим чином розкритими є чотири. Викладаючи карти на поле бою, він прикликає відповідні війська, зводить споруди чи чаклує закляття. Війська з'являються у вказаному місці за кілька секунд і автоматично вирушають по дорогах в атаку та нападають на найближчих ворогів. Але деякі війська йдуть прямо до ворожої башти не зважаючи ні на що. Споруди можуть продукувати підмогу, а закляття — давати миттєвий руйнівний чи корисний ефект.
Використання карт обмежене запасом «еліксиру», який з часом поповнюється, та часом «перезарядки» розкритих карт після викладання попередньої. Максимум еліксиру у гравця може бути 10 одиниць.
На базі встановлено три вежі: дві маленькі — з принцесами-лучницями, і одна велика — з королем, озброєним гарматою. Вежі принцес скорострільні, але мають менше міцності. Натомість вежа короля міцна, а її атаки повільні. З утратою вежі супротивником збільшується підконтрольна територія, де можна прикликати війська та споруди.
Коли до кінця бою залишається 60 секунд, еліксир виробляється вдвічі швидше (додатково сигналізується знаком x2). Якщо до вичерпання часу кількість веж у обох гравців однакова, присуджуються додаткові секунди, поки хтось не здобуде перевагу. За кожну знищену ворожу вежу видається корона. Здобуваючи перемоги та виконуючи глобальні завдання, гравець винагороджується скринями. Кожна скриня відкривається певний час, до кількох годин, або миттєво за самоцвіти. Всередині можуть міститися нові карти, вдосконалення наявних, чи ресурси: самоцвіти й золото. Коли карта отримує достатньо вдосконалень, гравець може підвищити її рівень, заплативши золото. Підвищення рівня означає збільшення параметрів, наприклад воїн отримує більший запас здоров'я, силу атаки, збільшення частоти атак. Загальні успіхи виражаються в кубках (трофеях). Виграючи битви, гравець отримує їх, програючи — втрачає. В середньому гравець за бій виграє 30 кубків (трофеїв). Успішні дії, такі як перемоги, відкриття скринь, вдосконалення карт, виконання завдань, збільшує досвід гравця. Лише набравши достатньо досвіду, він отримує змогу грати на нових аренах.
Гравець може битися сам, або приєднатися до клану, що включає до 50 гравців. Виграючи бої на користь клану, його учасники змагаються в рейтинговій таблиці та отримують спільні винагороди. Пожертвування своїх карт клану дає досвід. Реплеї найкращих боїв можна переглянути в розділі меню «TV Royale».

### Карти
Ігрова колода гравця — це 8 вибраних ним раніше карт, які постійно використовуються в бою. Змінити карти в колоді можна перед боєм. Карти випадають в поєдинку випадковим чином доти, поки бій не закінчиться. Кожна наступна з них має час «перезарядки» після використання попередньої, впродовж якого стає недоступною і забарвлюється в сірий колір.
За ефектом карти поділяються на карти військ, споруд і заклять. Всі вони здатні діяти на визначений тип цілей: наземні війська, повітряні війська, наземні і повітряні, або на споруди. Крім того важливими характеристиками карти є швидкість її «перезарядки» та термін прикликання на поле бою.
За рідкістю карти поділяються на 4 типи:
1. Звичайні (англ. Common) — найпоширеніші, випадають часто, майже з кожної скрині. Зазвичай використовуються в атаці з більш сильними картами або в захисті.
2. Рідкісні (англ. Rare) — зустрічаються в 20 разів рідше звичайних. Відповідно сильніші й потужні, ніж звичайні.
3. Епічні (англ. Epic) — зустрічаються в 10 разів рідше рідкісних. Одні з найбільш потужних і важливих в атаці і захисті карт.
4. Легендарні (англ. Legendary) — зустрічаються в 20 разів рідше епічних. Бувають сильні і слабкі по своєму. Кожна легендарна карта має певну унікальну здатність[2].

Всього в грі 102 карти. З них: 27 — звичайні, 27 — рідкісні, 31 — епічні, 19 — легендарні. Колоди можливо формувати згідно улюбленої стратегії, або за переважним кольором, типом військ тощо.

#### Звичайні
| Карта               | Вартість | Тип        | Арена              | Опис |
| ------------------- | -------- | ---------- | ------------------ | --- |
| Лицар               | 3        | Війська    | Тренувальний табір | Лицар — карта з невеликою кількістю очок ушкоджень, але помірним здоров'ям. В основному використовується для захисту від слабких юнітів, але іноді ефективний і в нападі через свій запас здоров'я. Спочатку використовується дуже часто, але в міру просування по аренах стає менш ефективним. |
| Стріли              | 3        | Заклинання | Тренувальний табір | Заклинання, що використовується для знищення груп ворогів з малою кількістю здоров'я. Неефективне проти потужних супротивників і малоефективне проти споруд. |
| Лучниці             | 3        | Війська    | Тренувальний табір | Дешевий юніт, ефективний проти атак з повітря (найчастіше на вежу) і для прикриття атакуючих. Слабо захищені, проте сильні. |
| Підривник           | 3        | Війська    | Тренувальний табір | Дешевий юніт, що використовується для знищення груп ворогів з малою кількістю здоров'я. Дуже погано захищений, але ефективний у своїй спеціалізації. |
| Електричний дух     | 2        | Війська    | Арена 11           | Дешевий юніт, який ефективний наприклад, проти армії скелетів. Коли пригає на ворога, створює реакцію, яка може завдати урон відразу 8 юнітам. |
| Гобліни             | 2        | Війська    | Арена 1            | Дешевий юніт, здатний зупинити більш потужних ворогів на деякий час або, при вправному використанні, знищити одну з веж противника. |
| Гобліни-списоносці  | 2        | Війська    | Арена 1            | Дешевий і ефективний юніт, здатний атакувати як наземних, так і повітряних ворогів. Найчастіше використовується як прикриття атакуючих, і корисний в наступі. |
| Скелети             | 1        | Війська    | Арена 2            | Дешевий і ефективний проти потужних ворогів юніт, здатний затримати, а також при вправному використанні знищити противника. |
| Міньйони            | 3        | Війська    | Арена 2            | Досить популярний на ранніх аренах юніт, що використовується як в нападі, так і в обороні. Ефективний за рахунок того, що він ширяє в повітрі, тобто не всі наземні юніти можуть його атакувати.                                                                                                |
| Варвари             | 5        | Війська    | Арена 3            | Популярний юніт, який, при грамотному використанні, здатний зупинити атаку ворога з використанням найпотужніших карт в грі. Ефективний як в обороні, так і в атаці. |
| Гармата             | 3        | Будівлі    | Арена 3            | Одна з найпопулярніших будівель в грі. За свою ціну і міць, ідеальна для захисту від потужних юнітів, а разом з дрібними юнітами може протистояти майже будь-якій комбінації. Атакує тільки наземні війська                                                                                     |
| Орда міньйонів      | 5        | Війська    | Арена 4            | Юніт, який є вдосконаленою версією карти Міньйони. Випускає шість таких же істот, що ширяють у повітрі і здатних атакувати як наземних, так і повітряних супротивників. |
| Тесла               | 4        | Будівлі    | Арена 11           | Популярна будівля, але потужніша, ніж гармата. Атакує і повітряні і наземні війська. Коли поруч немає ворожих юнітів, вона ховається під землю, і в цей момент їй не можливо завдати ушкоджень.                                                                                                 |
| Вогненні духи       | 2        | Війська    | Арена 5            | Завдають ушкоджень по зоні. Починаючи з 9-го рівня карти, можуть завдати ушкоджень вежі. |
| Розряд              | 2        | Заклинання | Арена 4            | Блискавка, яка паралізує ціль на пів секунди, здатна утримати потужних юнітів, таких як Куля або Принц. |
| Мортира             | 4        | Будівлі    | Арена 6            | Раніше популярна карта з великим ушкодженням. З оновленнями стала менш ефективною. |
| Елітний варвар      | 6        | Війська    | Арена 7            | Сильний, швидкий за звичайних варварів. Дорогий, але при правильному використанні високоефективний. |
| Королівський гігант | 6        | Війська    | Арена 7            | Володіє великим запасом здоров'я, але невеликою кількістю очок ушкоджень. Якщо поряд поставити будівлю, королівський гігант переключиться на неї, і не зможе атакувати вежу, поки не знищить будівлю.                                                                                           |
| Крижаний дух        | 1        | Війська    | Арена 8            | Заморожує область і все в ній на 1 секунду. |
| Банда гоблінів      | 3        | Війська    | Арена 9            | Створює 3-х гоблінів-списоносців і 3-х простих. Рівень всіх 6-ти гоблінів відповідає рівню самої карти. |
| Кажани              | 2        | Війська    | Арена 5            | Функціональний аналог міньйонів, тільки слабший, кидаються одразу. |
| Королівська пошта   | 3        | Заклинання | Арена 12           | Падає з неба, завдаючи значних втрат, і доставляє Королівського Рекрута. Натомість час приземлення дуже довгий. |

#### Рідкісні
| Карта                 | Вартість | Тип        | Арена              | Опис |
| --------------------- | -------- | ---------- | ------------------ | --- |
| Вогняна куля          | 4        | Заклинання | Тренувальний табір | Прикликає вогненну кулю, яка швидко вражає свою ціль. Може знищити багатьох юнітів з одного разу, або серйозно поранити. Якщо юніти вижили, то їх може відкинути назад, або вперед (в залежності від місця приземлення вогненної кулі) |
| Гігант                | 5        | Війська    | Тренувальний табір | Воїн з великою кількістю здоров'я, але дуже низькою швидкістю пересування. Атакує тільки будівлі, завдаючи їм великих ушкоджень. |
| Мушкетер              | 4        | Війська    | Тренувальний табір | Стріляє по повітряних і наземних цілях. Ефективний на всіх рівнях воїн. |
| Міні П. Е. К. К. А.   | 4        | Війська    | Тренувальний табір | Потужний і швидкий механічний воїн, здатний самотужки знищити вежу противника, але слабкий проти численних загонів. |
| Валькірія             | 4        | Війська    | Арена 1            | Ефективна армій скелетів, має невелику кількість очок атаки, але зате багато здоров'я і великий радіус завдання ушкоджень. |
| Хатина Гоблінів       | 5        | Будівлі    | Арена 1            | Випускає гоблінів-списоносців. |
| Надгробок Скелетів    | 3        | Будівлі    | Арена 2            | Випускає скелетів, після руйнування з нього виходять 4 скелета. |
| Вежа-бомбардувальниця | 5        | Будівлі    | Арена 2            | Підривник, який сидить в своїй вежі. |
| Ракета                | 6        | Заклинання | Арена 3            | Ракета, має велику кількість очок ушкоджень але довгий час посадки. Тому вимагає передбачати наперед розташування військ ворога. |
| Хатина Варварів       | 7        | Будівлі    | Арена 3            | Випускає варварів. |
| Вершник на кабані     | 4        | Війська    | Арена 4            | Міні-танк. Завдає досить великих ушкоджень будівлям. |
| Пекельна вежа         | 5        | Будівлі    | Арена 4            | Атакує ворогів концентрованим променем, який поступово збільшує свої збитки ворогу. Дуже ефективна карта проти юнітів з великим запасом здоров'я.                                                                                      |
| Чаклун                | 5        | Війська    | Арена 5            | Завдає ушкоджень по зоні як по повітрю, так і по землі. Ефективно прикриває війська з великим запасом здоров'я. |
| Піч                   | 4        | Будівлі    | Арена 5            | Випускає вогненних духів. |
| Збирач еліксиру       | 6        | Будівлі    | Арена 6            | За певний час дає гравцеві одиницю еліксиру. |
| Бойовий Таран         | 4        | Війська    | Арена 6            | 2 варвари несуть колоду, ефективну проти будівель, після атаки на споруду втрачають колоду і озброюються мечами. |
| Льодяний голем        | 2        | Війська    | Арена 8            | Ефективний захисний юніт. Хоча дуже повільний, але після смерті здатний заморозити ворогів навколо. |
| Гоблін з дротиками    | 3        | Війська    | Арена 9            | Вирізняються великим радіусом атаки і забійністю. |
| Три мушкетери         | 9        | Війська    | Арена 7            | Дуже дорога карта, але при застосуванні завдає противникам багато ушкоджень. |
| Зцілення              | 4        | Заклинання | Арена 10           | Зцілює війська, не діє на будівлі. |

#### Епічні
| Карта              | Вартість                                 | Тип        | Арена              | Опис |
| ------------------ | ---------------------------------------- | ---------- | ------------------ | --- |
| Принц              | 5                                        | Війська    | Тренувальний табір | Вершник на коні. Дуже популярна на початкових рівнях карта через свою силу атаки і запас здоров'я, а також здатність прискорюватися після певного часу.                                             |
| Маленький дракон   | 4                                        | Війська    | Тренувальний табір | Завдає ушкоджень по області по повітрю і землі. |
| Армія скелетів     | 4                                        | Війська    | Тренувальний табір | Прикликає 20 скелетів. Можуть зупинити атаку суперника але дуже неефективні проти юнітів, що завдають ушкоджень по області.                                                                         |
| Відьма             | 5                                        | Війська    | Тренувальний табір | Прикликає скелетів і сама воює за допомогою магії, атакуючи як наземні так і повітряні цілі. |
| Гоблінська бочка   | 3                                        | Заклинання | Арена 1            | Після падіння з неї виходять 3 гобліни. |
| Блискавка          | 6                                        | Заклинання | Арена 1            | Б'є по 3 будь-яких цілях в області враження. |
| Гігантський Скелет | 6                                        | Війська    | Арена 2            | Після його смерті вибухає бомба, яку він несе. |
| Повітряна куля     | 5                                        | Війська    | Арена 2            | Юніт, що атакує тільки будівлі і завдає їм значних ушкоджень. Має невеликий запас здоров'я. |
| Лють               | 2                                        | Заклинання | Арена 3            | Прискорює війська, також збільшує урон. |
| Арбалет            | 6                                        | Будівлі    | Арена 3            | Захисна споруда. Може стріляти навіть по ворожих вежах. |
| Заморозка          | 4                                        | Заклинання | Арена 4            | Заморожує все, що знаходиться в радіусі заклинання. |
| П. Е. К. К. А.     | 7                                        | Війська    | Арена 4            | Один з найпотужніших юнітів в грі, механічний воїн, втім повільний у русі. |
| Дзеркало           | +1 Еліксиру до попередньої кинутої карти | Заклинання | Арена 5            | Копіює попередню карту. Рівень скопійованої карти залежить від рівня дзеркала. |
| Отрута             | 4                                        | Заклинання | Арена 5            | Завдає невеликих ушкоджень по області протягом 8 секунд. |
| Торнадо            | 3                                        | Заклинання | Арена 6            | Затягує в центр торнадо війська супротивника і завдає їм ушкоджень. |
| Голем              | 8                                        | Війська    | Арена 6            | Висока по вартості карта і рівень загрози такого юніта для ворога також не малий. Величезний запас здоров'я. При смерті завдає невеликої шкоди оточуючій області та залишає двох маленьких големів. |
| Темний принц       | 4                                        | Війська    | Арена 7            | Аналог звичайного Принца, але з меншим запасом здоров'я і силою атаки. Відмінність полягає в щиті і завданні ушкоджень по області.                                                                  |
| Вартові (сторожі)  | 3                                        | Війська    | Арена 7            | Прикликає 3 скелета зі щитами. |
| Викидайло          | 5                                        | Війська    | Арена 8            | Жбурляє каміння, яке котиться і відштовхує війська. |
| Клонуюче зілля     | 3                                        | Заклинання | Арена 8            | Має здатність клонувати карти, якщо його викинути на поле бою. |
| Палач              | 5                                        | Війська    | Арена 9            | Кидає свою сокиру, яка має здатність повертатись, як бумеранг. |
| Гармата на колесах | 5                                        | Війська    | Арена 10           | Рухома гармата, але коли зламано її колеса, стає звичайною нерухомою. |

#### Легендарні
| Карта             | Вартість | Тип        | Арена   | Опис |
| ----------------- | -------- | ---------- | ------- | --- |
| Пекельна Гонча    | 7        | Війська    | Арена 4 | Повітряний монстр з великим запасом здоров'я. Після смерті залишає пекельних цуценят. |
| Полум'яний Дракон | 4        | Війська    | Арена 4 | Діє за принципом Пекельної вежі. |
| Крижаний Чаклун   | 3        | Війська    | Арена 5 | Аналог звичайного чаклуна, але з меншою силою атаки, меншим запасом здоров'я, зате має здатність уповільнювати ворожі війська.                                                                                       |
| Кладовище         | 5        | Заклинання | Арена 5 | Скидається в будь-яку частину Арени. Його неможливо ніяк знищити, але кладовище стоїть на полі лише 10 сек. Всього встигає прикликати 16 скелетів.                                                                   |
| Спаркі            | 6        | Війська    | Арена 6 | Танк, який стріляє розарядом електрики з колосальною кількістю очок атаки, але довгим часом перезарядки. |
| Шахтар            | 3        | Війська    | Арена 6 | З'являється в будь-якому місці на Арені. |
| Колода            | 2        | Заклинання | Арена 6 | Відштовхує всі війська, крім повітряних. |
| Принцеса          | 3        | Війська    | Арена 7 | Лучниця, що має великий радіус ураження. |
| Громовержець      | 4        | Війська    | Арена 8 | Може одночасно мати на прицілі двох противників, при появі на полі б'є розрядом. |
| Лісоруб           | 4        | Війська    | Арена 8 | Після загибелі лишає по собі Лють. |
| Бандитка          | 4        | Війська    | Арена 9 | Робить ривок, коли бачить ворожого юніта, ефективна проти груп ворогів, але неефективна проти Армії Скелетів та Банди Гоблінів.                                                                                      |
| Нічна Відьма      | 4        | Війська    | Арена 5 | Викликає кажанів, але на відміну від Відьми, Нічна Відьма бореться на близькій відстані посохом та після смерті викликає тих же кажанів.                                                                             |
| Магічний лучник   | 4        | Війська    | Арена 5 | Стріляє стрілами, які пронизують юнітів наскрізь. |
| Відьмина бабуся   | 4        | Війська    | Арена 9 | Має маленький запас здоров'я та маленьку силу атаки, проте за допомогою свого посоху, вона може проклинати ворожих воїнів, які після знищення перетворюються на кабанів, які в свою чергу, воюють на стороні ворога. |
| Мегалицар         | 7        | Війська    | Арена 7 | Аналог звичайного Лицаря, але значно сильніший, здатний робити ривок, стрибати на ворожого юніта, та завдати удари в межах зони.                                                                                     |

### Ігрові ресурси
- Золото (англ. Gold) — основна валюта в грі. За допомогою золота можна купувати і поліпшувати карти, а також створити власний клан за 1000 монет. Отримувати золото можна перемагаючи в боях та відкриваючи скрині або купуючи за кристали. Максимальна кількість — 1 000 000[5].
- Самоцвіти (англ. Gems) — преміум-валюта в грі Clash Royale. На початку гри всі гравці отримують по 100 самоцвітів. У раніших версіях їх можна було отримати, здобуваючи досягнення (були видалені з гри), відкриваючи скрині та виконуючи щоденні квести. Також їх можна придбати за реальні гроші. Іноді невелику кількість (10 штук) можна отримати в магазині безкоштовно. Можуть випадати з дерев'яних скринь у кількості 2-4 штук[6].
- Еліксир (англ. Elixir) — видається з початком кожного бою, потрібен для викладання карт військ, будівель, заклинань на арену. З часом запас еліксиру автоматично поповнюється. В поєдинках 2 на 2 еліксир поповнюється дещо повільніше, ніж в звичайних битвах (якщо це не битва 2 на 2 з подвійним чи потрійним еліксиром[7]).

### Скрині
Всього в грі є 14 (троє з них видалено з гри) видів скринь:
1. Безкоштовна скриня (англ. Free Chest) — доступна в щоденних квестах, містить невелику нагороду. Раніше можна було отримувати кожні 4 години. Відкривається миттєво. Може зберігатися 2 скрині одночасно. Іноді трапляються самоцвіти(Видалена з гри).
2. Королівська скриня (англ. Crown Chest) — доступний в Pass Royale. Щоб відкрити необхідно зібрати 10 корон. Може зберігатися 2 скрині одночасно, причому остання не буде відкритою (потрібно ще раз зібрати 10 корон).
3. Дерев'яна скриня (англ. Wood Chest) — доступна тільки при перемозі в навчальному таборі. Відкривається найшвидше — 5 секунд.
4. Срібна скриня (англ. Silver Chest) — найкраща і найчастіша скриня в грі. Містить невелику нагороду. Відкривається 3 години.
5. Золота скриня (англ. Golden Chest) — рідкісніша, ніж срібна. Відкривається 8 годин.
6. Величезна скриня (англ. Giant Chest) — містить багато звичайних і рідкісних карток, рідше трапляються епічні. Відкривається 12 годин. Є можливість купити за 210—490 кристалів.
7. Скриня з блискавками(англ. Lighting Chest) – скриня унікалька тим, що після відкриття скрині, можна змінити карту, що випала 5 разів.
8. Магічна скриня (англ. Magical Chest) — здешевлений варіант Супермагічної скрині. Містить всі види карток. Після оновлення неможливо купити у магазині, а отримати тільки в поєдинках.
9. Супермагічна скриня (англ. Super-Magical Chest) — одна з найкращих і найрідкісніших скринь в грі. Містить величезну нагороду. Відкривається 24 години. Є можливість купити за 1,6 — 4,6 тисячі кристалів(Видалена з гри).
10. Турнірна скриня (англ. Tournament Chest) — її не можна купити в магазині. Містить 4-2000 карт. Можна отримати тільки в турнірі. Може містити всі види карт.
11. Легендарна скриня (англ. Legendary Chest) — ще одна з найкращих і найрідкісніших скринь. Містить тільки одну Легендарну карту з будь-якої Арени. Можна отримати після бою з шансом 0,2 % після переходу гравця на 7 Арену, а також можна купити в магазині за спеціальною пропозицією за 500 кристалів починаючи з 4 Арени.
12. Епічна скриня (англ. Epic Chest) — містить 15 будь-яких Епічних карт. Може випасти після бою з шансом 0,2 % після переходу гравця на 4 Арену. Можна також купити в магазині за спеціальною пропозицією за 7 500 золота.
13. Драфт-скриня (англ. Draft Chest) — скриня, яка дає можливість вибрати одну з двох карт. Має від 101 до 501 карт, серед яких з ймовірністю 10,1-50,1 % випаде легендарна карта. Отримати таку скриню можна лише на 11 арені. Вартість скринь у магазині різниться. Що вища ліга, то дорожча скриня[8].
14. Мега скриня з блискавками – після одного з оновлень замінила видалену Супермагічну скриню. Вміст у неї той самий, відрізняється лише вигляд, а також у новій скрині додали кілька спроб на зміну будь-якої карти, що випала(аналогічно скрині з блискавками).

### Арени та ліги
У процесі гри більшість гравців розділені між собою на ліги та арени, які залежать від кількості трофеїв.

#### Арени
У грі всього 15 арен. Починається гра з навчального табору. Нові арени відкриваються в залежності від кількості кубків (трофеїв), які гравець отримує, перемагаючи в боях і втрачає, програючи в поєдинках. Кожна нова арена відкриває нові карти для колоди та збільшує нагороди в скринях.
- Навчальний табір (англ. Training Camp) — доступна з самого початку гри (не є ареною, існує для навчання або тренувальних боїв)
- Гоблінський стадіон (англ. Goblin Stadium) — 0+ трофеїв (один раз потрапивши сюди або вище, неможливо повернутися на Навчальний табір)
- Кістяна яма (англ. Bone Pit) — 400+ трофеїв
- Варварське бойовище (англ. Barbarian Bowl) — 800+ трофеїв
- Ігровий будиночок П. Е. К. К. А (англ. P.E.K.K.A's Playhouse) — 1100+ трофеїв
- Долина заклять (англ. Spell Valley) — 1400+ трофеїв
- Майстерня будівельника (англ. Builder's Workshop) — 1700 + трофеїв
- Королівська арена (англ. Royal Arena) — 2000+ трофеїв
- Крижаний пік (англ. Frozen Peak) — 2300+ трофеїв
- Джунглева арена (англ. Jungle Arena) — 2600+ трофеїв
- Кабаняча гора (англ. Hog Mountian) — 3000 + трофеїв
- Електрична арена (англ. Electro Arena) — 3400+ трофеїв
- Страшне місто (англ. Spooky Town) — 3600+ трофеїв
- Легендарна арена (англ. Legendary Arena) — 5000+ трофеїв

Після досягнення найвищої Легендарної арени, гравець не обмежується в прогресі. Він може увійти до ліги, де буде змагатися з іншими досвідченими гравцями.

#### Ліги (Легендарна арена)
Отримавши 5000 трофеїв гравець потрапляє на Легендарну арену. Тоді він можу увійти в найнижчу лігу, отримавши ранг — Шукач I. Щоб піднятися вище, слід завойовувати нові кубки. Рівні ліг: Шукач I — 5000, Шукач II — 5300, Шукач III — 5600, Магістр I — 6000, Магістр II — 6300, Магістр III — 6600, Чемпіон — 7000, Великий Чемпіон — 7300,Королівський Чемпіон -7600 Абсолютний Чемпіон — 8000.
Раз на місяць кожного нового ігрового сезону відбувається скидання трофеїв. Кількість трофеїв скидається до певного значення: якщо гравець Шукачах, то скидання відбувається до 5000; гравцям Магістерської Ліги відбувається скидання до 5300; Чемпіони залишаться з 5600. Ті, хто дістався до 4150 трофеїв, отримують спеціальну скриню з можливістю власноручного вибору карт із неї (драфт-скриня).

#### Pass Royale
Активувавши Pass Royale (укр. Королівський пропуск), гравець отримує ексклюзивні привілеї, серед яких необмежену участь в особливих випробуваннях, можливість ставити скрині в чергу і золотий шрифт імені користувача. Зібрані з Pass Royale корони дозволяють отримувати ще більше нагород. Крім звичайних нагород у володарів Pass Royale також є можливість отримати ексклюзивні емоджі, скіни веж та картки. Доступ до наступного рівня нагород можливо відкривати за кристали.
Pass Royale і привілеї, які він дає, діють протягом усього поточного сезону  .

## Регіональні обмеження
З 28 березня 2023 року доступ до гри заборонений Supercell в Росії та Білорусі, через рік після того, як її було видалено з тамтешніх магазинів у зв'язку з російським вторгнення до України.

## Нагороди і критика
Clash Royale вже в перші дні після офіційного релізу отримала найвищі відгуки гравців і є головним конкурентом Clash of Clans. Також в перші дні релізу з'явилось і чимало позитивних відгуків зі сторони досвідчених критиків.
Вебсайт TouchArcade оцінив Clash Royale у максимальні 100 балів, особливо похваливши вдале поєднання MOBA, карткової гри та стратегії в реальному часі, велику кількість карток і тактик. Зауважувалося, що гра типово для мобільних ігор має систему внутрішніх покупок, але не нав'язує її як необхідну для прогресу гравця.
У Pocket Gamer UK відгук з оцінкою 90/100 був подібним: «Навіть якщо ви не фанат Clash of Clans, Clash Royale заслуговує уваги. Це — купа задоволення на вигідних умовах, часом вона безглузда, і тут є контент, що триматиме зайнятим тижні, коли не місяці».
Clash Royale визнана найкращою грою першої половини 2016 року за версією Google Play Awards [Архівовано 30 жовтня 2016 у Wayback Machine.].